# Узляу
Узляу (башк. өзләү, тамаҡ-ҡурай, сх. башк. һоҙҙау, ҡайҙау) — горловий спів у башкирів, національний стиль, споріднений з горловим співом інших тюркських і монгольських народів. Єдина традиція горлового співу серед тюрків, які сповідують іслам. Інші локальні назви узляу: хоздау, кайдау, тамак-курай.

## Види
Існує узляу двох видів:
1. Сольний двоголосний горловий спів.
2. Супровід горловим співом гри на кураї і кубизі.

Сольний узляу, в свою чергу, поділяється на три різновиди:
1. Кара-узляу або Тюбен-узляу — «темний» або низький горловий спів.
2. Югари-узляу — високий горловий спів.
3. Бала-узляу або Катин-узляу — дитячий або жіночий горловий спів.

Також існує думка, що терміном «узляу» в старовину називали вид виконання горлового співу на високих тонах, з акцентом на звуки «О» і «З», а «һоздау» або «һозлау» — для позначення так званого «середнього» горлового співу, де, крім високого свисту «О» і «З», також звучить бурдонний «Һ».

## Репертуар
Способом узляу виконуються різного роду самостійні твори: наспіви узун-кюй, маршові і танцювальні мелодії, звуконаслідувальні мотиви. Також узляу використовується як доповнення до пісень, при виконанні епосів, сказань, кубаїрів.
Оволодіння мистецтвом узляу вимагає тривалої підготовки під керівництвом досвідченого виконавця.

## Історія
У минулому узляу було широко поширене і мало обрядово-магічну функцію. Видатні майстри узляу в Башкортостані: С. Юлмухаметов, М. Саламатов, Б. Сулейманова. Остання була берегинею стародавнього виду жіночого узляу, що не має аналогів у світі.
Узляу вперше описаний С.Г. Рибаковим в XIX столітті, вивчений і нотований Л.М. Лебединським і Х.С. Іхтісамовим.
На сучасній башкирської сцені узляу використовують відомі кураїсти і горловики Раїс Нізаметдинов, Ільгам Байбулдін, Рінат Рамазанов, Артур Гайсаров, Ішмурат Ільбаков та ін.